# Centurians of Rome
Pour plus de détails, voir Fiche technique et Distribution.
Centurians of Rome (sic) est un film pornographique américain réalisé par John Christopher et sorti en 1981. Le titre du film comporte une faute d'orthographe : ce devrait être Centurions of Rome.

## Synopsis
Deux amis, Demetrius et Octavius, s'endorment après une journée de travail. Octavius rêve qu'il se livre à des jeux érotiques avec Demetrius. Ils sont réveillés par un commandant et ses soldats : l'oncle d'Octavius n'a pas payé ses impôts. Octavius est pris en otage et Demetrius doit se charger de rassembler la somme. Au camp militaire, le commandant essaie de séduire son otage, et devant l'échec de sa tentative, appelle deux gardes pour arriver à ses fins. Demetrius parvient à faire évader Octavius, mais il est pris à son tour. Le commandant l'envoie dans un marché aux esclaves où il devient esclave sexuel. Il est acheté par l'empereur Caligula, qu'il doit sodomiser avant de lui administrer un fist-fucking. Pendant ce temps, Octavius vient plaider la cause de Demetrius auprès du commandant, qui d'abord lui impose des rapports sexuels puis lui déclare son amour. Octavius délivre Demetrius et tous deux s'en vont, le commandant se sacrifiant pour eux en devenant l'esclave sexuel de l'empereur.

## Fiche technique
- Titre original : Centurians of Rome
- Réalisation : John Christopher
- Scénario : Timothy Michaels
- Photographie : Larry Revene
- Montage : John Christopher, Carter Stevens
- Lieux de tournage : Nyack, Federal Hall National Memorial, Alexander Hamilton U.S. Custom House, New York Stock Exchange
- Musique : Pins de Rome d'Ottorino Respighi, Concerto d'Aranjuez de Joaquín Rodrigo
- Producteur : Marge McGuire, George Bosque, Jack Deveau
- Société de production : Hand in Hand Films
- Sociétés de distribution : Bijou Video
- Langues : anglais
- Format : Couleur - Format d'image
- Genre : Film pornographique
- Durée : 83 minutes
- Dates de sortie : 1981  États-Unis

## Distribution
- George Payne : Demetrius
- Scorpio : Octavius
- Eric Ryan : le commandant
- Dave Ruby : un soldat du commandant (as Jonny Cannuic)
- Jeffery Scott : un soldat du commandant
- Adam De Haven : Claudius
- Jerome C. Fox : le vendeur d'esclaves
- Michael Flent : l'empereur
- Ed Wiley : Argos
- David Hadley : un vieil esclave
- David Morris : un esclave
- John Kovacs : un sénateur
- Roy Garrett : un sénateur
- Ryder Jones : un esclave aux thermes
- Giuseppe Welch : un esclave aux thermes
- David O'Chela : un soldat
- John Cannon : un soldat
- Greg Monroe : un soldat

## Autour du film

### Thématique
Le film s'inspire du Caligula qui comporte des scènes pornographiques tournées par Bob Guccione. Le film joue sur l'image de la sexualité dans l'Antiquité à travers les mésaventures des deux personnages principaux : « leur expérience ne laisse au spectateur aucun doute sur la nature de l'homosexualité romaine : elle est cruelle, sadique, prédatrice, et fondée sur l'exploitation ».
Le générique de début s'inspire de celui de La Guerre des étoiles. 

### Financement
Centurians of Rome a bénéficié d'un budget de 100 000 dollars, budget exceptionnel pour un film pornographique à l'époque,,. Il s'est avéré que le principal producteur a financé le film avec de l'argent volé. George Bosque était un employé de Brink's qui avait disparu avec deux millions de dollars en septembre 1980,. Il a utilisé une partie de cet argent pour produire un film pornographique gay. Il est arrêté en novembre 1981. Poursuivi par la banque Lloyds à qui appartenaient les fonds, George Bosque révèle qu'il les a investis dans Centurians of Rome, et la Lloyd's réclame la propriété du film à la maison de production avant de se rétracter par peur du scandale.

### Réception
D'après le Wall Street Journal, ce film aurait remporté 160 000 dollars dès les premières semaines.
Le Film World Guide a décrit Centurians of Rome à sa sortie comme « le film gay adulte le plus étrange jamais réalisé » et « un échec artistique ». Le film est cependant depuis considéré comme un classique du genre et une réussite artistique : 
« Centurians of Rome mérite d’être considéré comme une référence du genre. Tout y est très travaillé, des étreintes chorégraphiées aux scènes traditionnelles soignées. »
Le réalisateur John Christopher, de son vrai nom Chris Covino, est mort en 1985, à l'âge de 31 ans, des suites du sida.